# 2011年6月23日北京强降雨

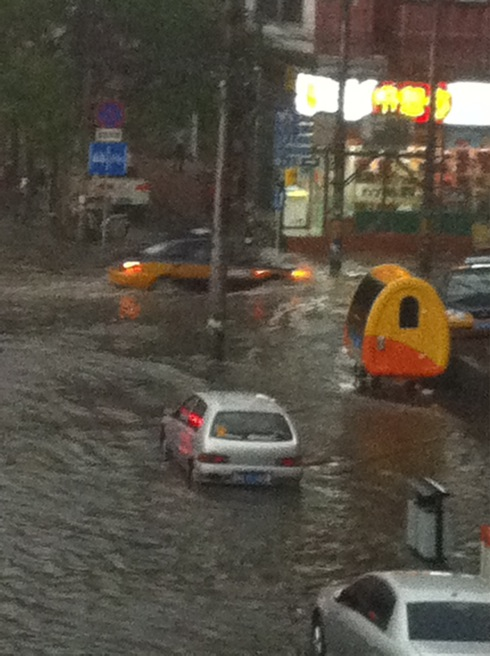
安立路辅路情况，可见积水已接近一个车轮的高度。

2011年6月23日下午，北京遭受强降雨侵袭，并伴有雷电。此次降雨为北京十年以来最大的一次降雨，部分地区降水量甚至达到百年一遇的标准。由于北京多数地区的城市排水系统按照1至3年一遇的标准设计，部分地区甚至低于1年一遇，此次降雨造成了严重的城市内涝，环路上积水十分严重，甚至能“看到海”。此次降雨对城市交通系统也造成了十分不利的影响。积水造成22处道路中断，76条地面公交线路受到影响；3条地铁部分区段停运；北京首都国际机场也出现航班延误或取消的情况。

## 强降雨
当日15时许，降雨带到达北京西北郊的延庆县；16时开始，北京市区的天空逐渐变黑，随后暴雨倾盆而下。此次降雨，全市平均降水48毫米，市区平均降水72毫米，降水量在100毫米以上的地区超过120平方公里。而降水量在市区的分布十分不均，西部明显大于东部。降水量最大的气象站点位于西部石景山区模式口村，当日降水量高达213.4毫米，小时最大降雨量也达到128.9毫米/小时。

## 影响

### 道路积水
此次降水造成全市29处立交桥区积水，其中22处造成道路中断。由于西部地区降水比较严重，因而道路中断的地点主要在西南二环、三环、四环，如南二环右安门桥、西三环莲花桥等。此外，大望路、安华桥等地也都出现了严重的积水。很多处积水高过了小轿车的车顶，西南三环铁路桥下的积水更是几乎要淹没公交车。
由于积水，道路交通受到非常严重的影响。76条地面公交线路受到大雨的影响不能正常运营，其中34条线路无法正常行驶，42条线路通过各种手段维持运营。积水也造成了严重的拥堵，东北部机场第二通道高速公路与机场南线高速公路相交的管头桥下甚至直到次日凌晨4时才恢复畅通。而大量车辆因暴雨进水，汽车无法启动，救援公司的预约时间表甚至排到了两天之后。

### 地铁停运

陶然亭站，杨迪拍摄的照片。

由于暴雨及大风影响，北京地铁三条线路运营受到影响。
因西直门站出站处电缆浸水，13号线西直门站和大钟寺站断电停运，知春路站至东直门站维持双向运营，至18:18恢复；由于多块金属板被大风吹入亦庄线肖村至旧宫区间，亦庄线该段供电轨道跳闸，亦庄线宋家庄站至小红门站停运，维持亦庄桥站至次渠站区间运行（这一段无法与其他线路换乘），20:44恢复全线运营；1号线古城车辆段与正线连接线隧道口处进水，苹果园站和古城站停运，维持八角游乐园站至四惠东站区间运行，19:44恢复全线运营。
此外，在4号线陶然亭站，站外积水水面到达腰部，水倒灌入车站内，沿着楼梯形成一层层小“瀑布”。“瀑布”的照片被一位名叫杨迪网友用手机拍下，这张照片不但被很多媒体使用，更在网络上走红。
为了方便乘客出行，当日北京地铁所有线路运营时间延长1小时。

### 其他影响
航空方面，截至23日21时，北京首都国际机场进出港共取消航班144架次，延误1小时以上的航班达到93架次。由于雷击，电网共发生故障134次，并导致6处泵站断电，加剧了市区积水的情况。此外，两名青年为了推车坠入打开的排水井中，被水流冲走。

## 反应

### 网民调侃
这场暴雨遭到了网民的调侃。比如：
|  | 爱我就带我去北京看海。 |

又比如就地铁站进水一事，网民借2号线的积水潭站发挥，调侃道：
|  | 欢迎乘坐北京地铁，前方到站，积水潭。再前方到站，积水潭。再再前方到站，积水潭。 |

这些调侃为媒体所接受，比如新京报报道大雨的标题是：《百年一遇暴雨 北京多地成“积水潭”》。

### 对排水系统的质疑
此次大雨积水事件过后，北京市排水集团表示，此次市区积水有三大原因：
1. 由于雨量过大，超过河流的承受能力，河水倒灌到道路上。
2. 由于雷击，五路居、六里桥等6处泵站电力供应中断，积水无法及时抽升。
3. 北京市区多数地区排水管网按照1至3年一遇设计，部分地区甚至低于一年一遇，仅有奥林匹克公园、天安门广场、东西护城河按10年一遇的标准设计。在这样一场百年一遇的暴雨面前，排水管网自然不能承受。

虽然管线改造难度很大，但北京市仍然计划在“十二五”期间对排水管网进行大规模改造。虽然计划投资21.2亿元，但媒体还是担心这些钱能否解决北京的排水问题。